# Гліттертінд
Гліттертінд або Гліттертінден — гора в муніципалітеті Лом у графстві Іннландет, Норвегія. Гора має висоту 2 452 метри, що робить її другою за висотою горою в Норвегії. Вона розташована у горах Ютунгеймен у національному парку Ютунгеймен. Гора простягається приблизно на 22 кілометри на південний схід від села Фоссбергом і приблизно в 38 кілометрів на південний захід від села Вегемо. Гора оточена декількома іншими відомими горами, включаючи Трольштейнегге, Тролштайнрунду і Свартхольшое на півночі; Гротбреахестен на північному сході; Веслекйолен на сході; Аустре Гестлегерхое і Наутгардстінд на південному сході; Штайнбукампен і Веопаллан на півдні; і Гальгепігген на заході.

## Висота
Гора досягає висоти 2 452 метри без льодовика на вершині. Станом на 2008 рік вона досягла висоти 2 465 метрів над рівнем моря, включаючи льодовик, виміряний як літній мінімум. Але в серпні 2022 року льодовик практично повністю розтанув.
Раніше гора Гліттертінд претендувала на звання найвищої гори в Норвегії, оскільки вимірювання показали, що Гліттертінд разом із льодовиком був трохи вищим за Гальдхепігген, висота якого досягає 2 469 метрів над рівнем моря без льодовика на вершині. На офіційній карті 1917 року було зазначено, що гора має висоту 2 481 метр. Постало питання визначення льодовика як частини гори чи ні. Однак за останні роки льодовик зменшився, і суперечку було вирішено на користь Гальдхепіггена. Вершина Гліттертінд була досягнута вперше в 1841 році Гаральдом Ніколаєм Штормом Вергеландом і Гансом Слеттеном.

## Схід
До Гліттертінд можна потрапити з туристичної станції Шпітерстулен на заході, піднявшись на 1 300 метрів і від будиночка Гліттергейм на сході, піднявшись приблизно на 1 000 метрів. Похід від Гліттерхайма легший, але Гліттерхайм знаходиться в національному парку Ютунгаймен, тому до нього можна дістатися лише пішки. Похід на вершину є популярним, його перевершує за сезонною кількістю лише Гальдхепігген, його західний сусід.
Маршрут через льодовик, що увінчує вершину, спекотного літнього дня може стати похід по танучому снігу, який покриває лід. Тала вода вітром може здуватися з вершини й накривати туристів «дощем». З вершини відкривається чудовий краєвид. На схід і південний схід від Гліттертінду майже немає високих вершин, тому можна побачити більшу частину північної та східної частин Іннланнета. Усі відомі фотографії Гліттертінду зроблені на східному фланзі трохи нижче вершини.
Раніше на вершині був будиночок для ночівель, але через неможливість прикріпити його достатньо, він був здутий штормом і приземлився на льодовик Грйотбрін, під крутою північною стіною вершини.

## Назва
Гора названа на честь річки Глітра, а останнім елементом є кінцева форма слова tind (m), що означає «гірська вершина». Назва річки походить від дієслова glitre, що означає «блиск» або «блиск».

## Галерея

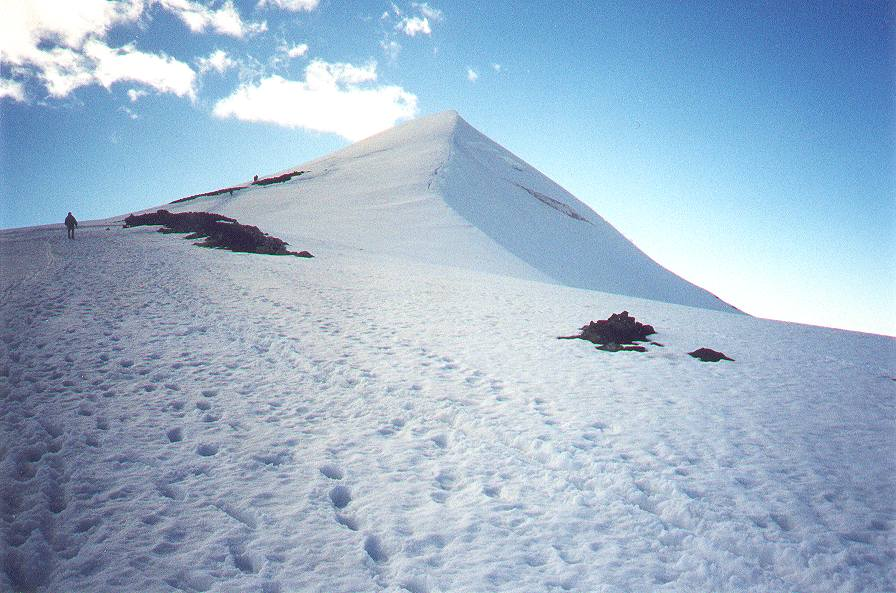
Гора зі сходу
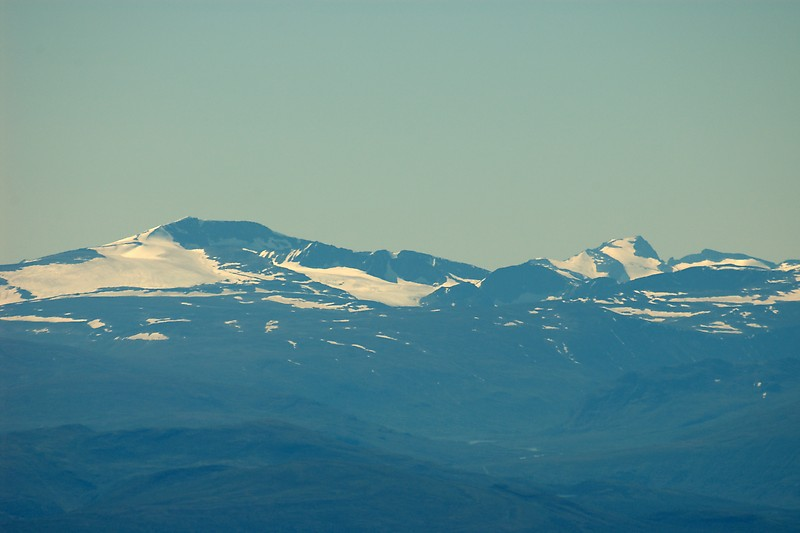
Гліттертінд (ліворуч), з гори Рондслоттет (2178 м)
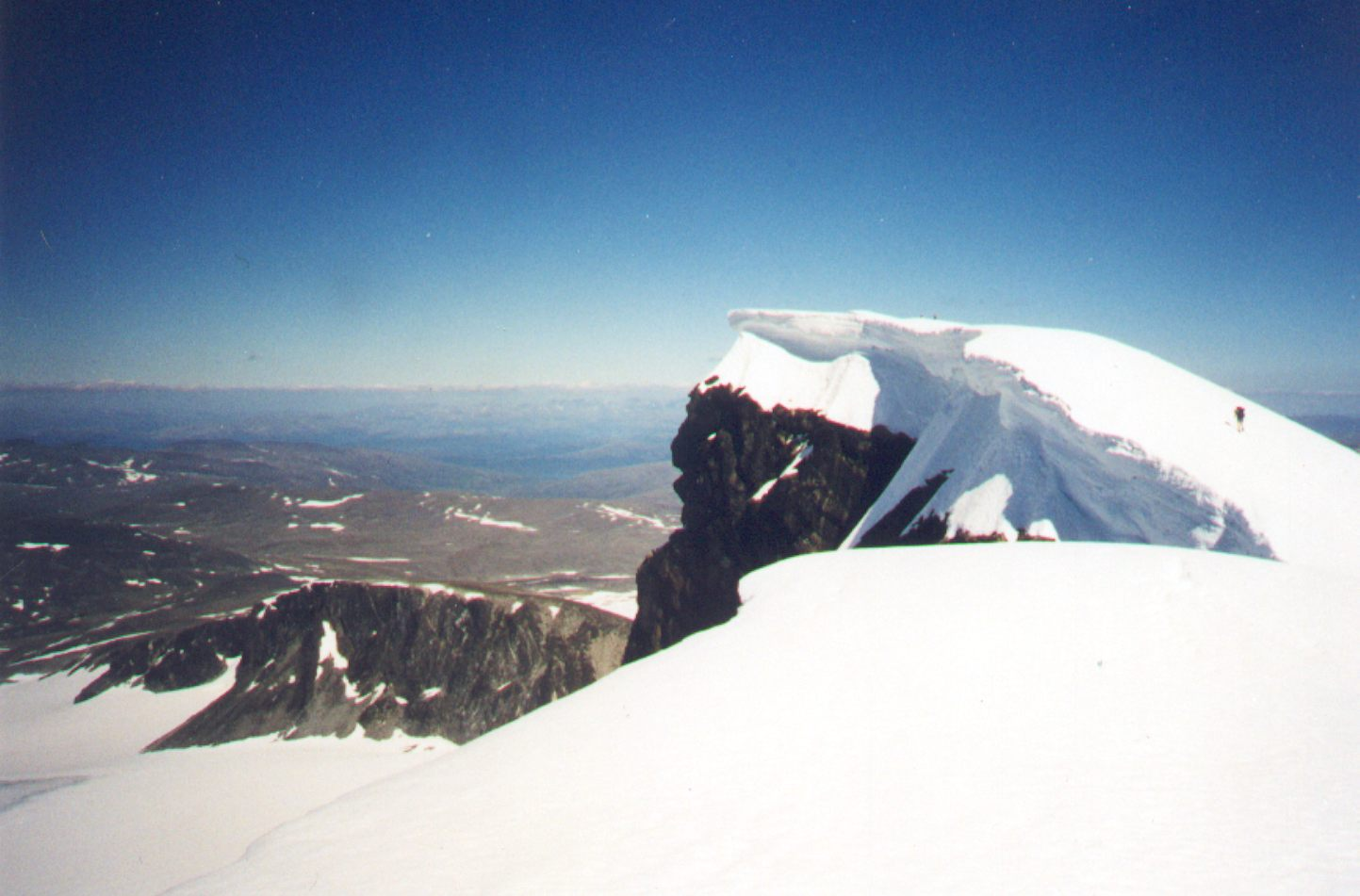
Вид на вершину із заходу
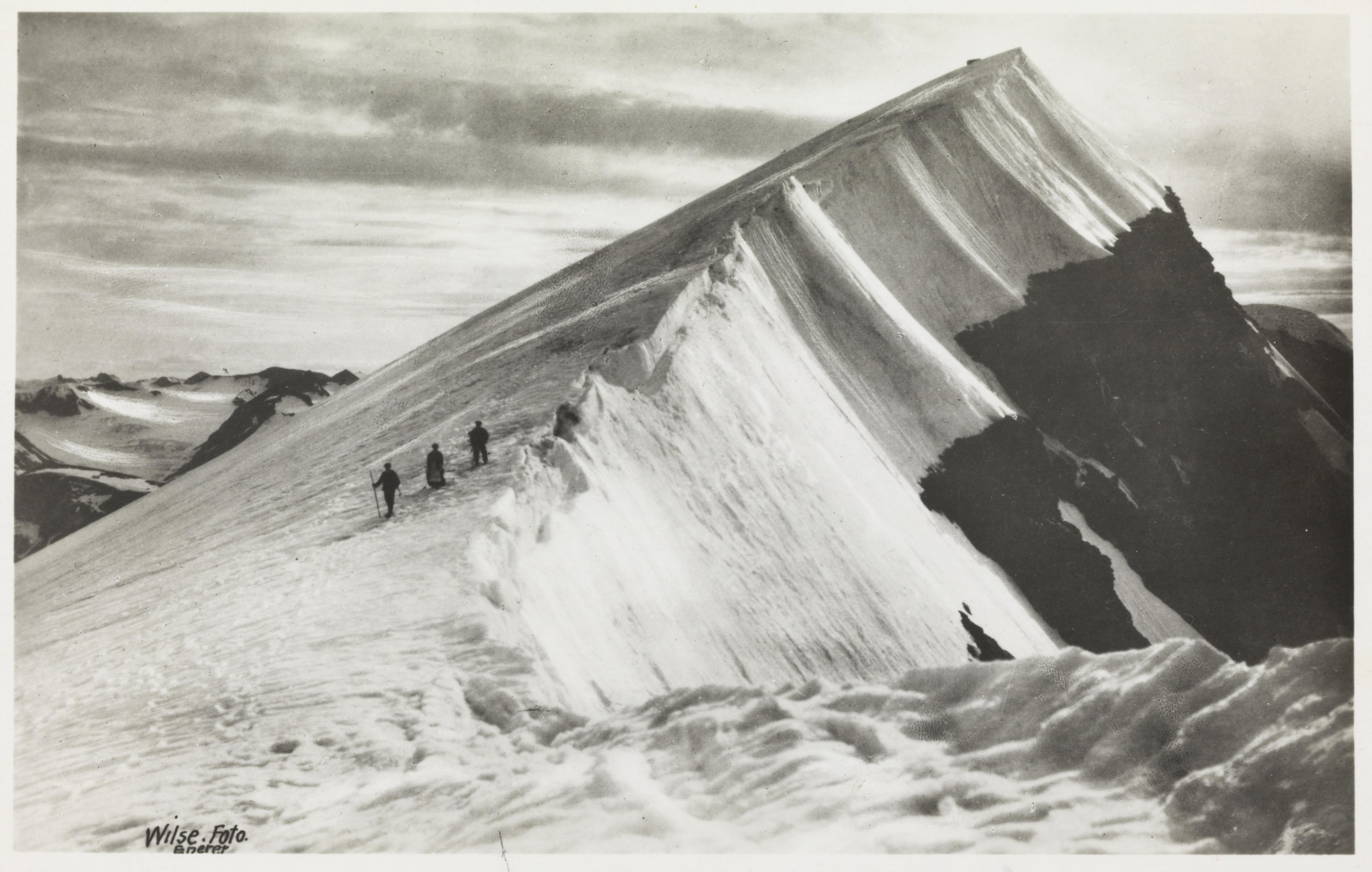
Схід на гору у 1910 році
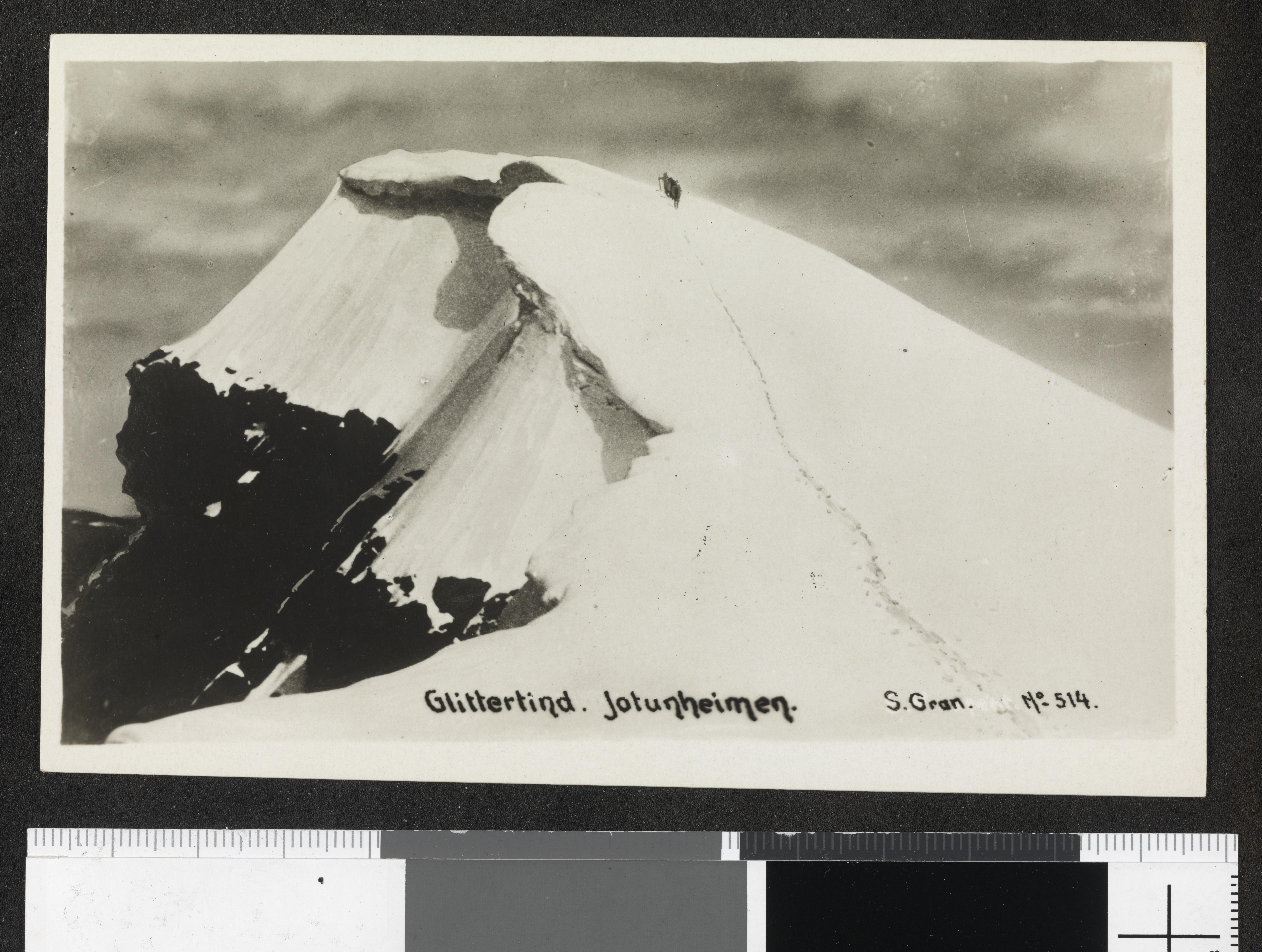